# Olesya Povh
Olesya Povh (ukrainien : Олеся Повх, née le 18 octobre 1987 à Dnipropetrovsk) est une athlète ukrainienne spécialiste du sprint.

## Biographie
Elle fait ses débuts sur la scène internationale en 2010 à l'occasion des Championnats du monde en salle de Doha où elle atteint les demi-finales du 60 mètres. Médaillée de bronze sur 4 × 100 m aux Championnats d'Europe d'athlétisme par équipes de Bergen, elle remporte le titre des Championnats d'Europe de Barcelone aux côtés de Nataliya Pohrebnyak, Mariya Ryemyen et Elizaveta Bryzhina. L'équipe ukrainienne réalise à cette occasion le meilleur temps de l'année en 42 s 29 et améliore le record national de la discipline. Représentant l'Europe lors de la première Coupe continentale disputée en fin de saison à Split, l'équipe d'Ukraine se classe deuxième de la course derrière l'équipe d'Amérique.
Olesya Povh établit la meilleure performance mondiale de l'année sur 60 mètres en début d'année 2011 en réalisant 7 s 14 à Sumy, puis améliore son record personnel le 11 février lors du meeting de Düsseldorf en 7 s 13. Favorite des Championnats d'Europe en salle de Paris, en mars 2011, l'Ukrainienne remporte le titre continental du 60 mètres en égalant son record personnel (7 s 13). Elle devance sa compatriote Mariya Ryemyen et la Norvégienne Ezinne Okparaebo.
Lors des Championnats d'Europe disputés fin juin 2012 à Helsinki, Olesya Povh termine deuxième de l'épreuve du 100 m en 11 s 32 (-0,7 m/s), derrière la Bulgare Ivet Lalova et devant la Lituanienne Lina Grinčikaitė.
Le 10 juillet 2016, elle échoue avec ses coéquipières au pied du podium de la finale du relais 4 x 100 m des Championnats d'Europe d'Amsterdam en 42 s 87, à relative distance de la médaille de bronze (l'Allemagne en 42 s 47).
Le 10 février 2017, Olesya Povh remporte le meeting ISTAF Berlin sur le 60 m en 7 s 14, 2e meilleure performance mondiale de la saison.

### Suspension pour dopage
Le 3 août 2017, à la veille des Championnats du monde de Londres, l'IAAF suspend Olesya Povh et sa compatriote Olha Zemlyak pour usage de produits interdits. Povh devait concourir dans le 100 m et le relais 4 x 100 m.
Le 16 mars 2018, Olesya Povh est officiellement suspendue à compter du 5 juillet 2016, pour une période de 8 ans. Elle est, en conséquence, disqualifiée de sa 4e place des championnats d'Europe d'Amsterdam au relais 4 x 100 m, de sa 6e des Jeux olympiques de Rio sur la même épreuve, mais surtout de sa médaille d'argent du 60 m des championnats d'Europe en salle de Belgrade. Le 20 juillet, Povh et 119 autres athlètes sont suspendus.

## Palmarès
| Date | Compétition                       | Lieu           | Résultat | Épreuve   |
| ---- | --------------------------------- | -------------- | -------- | --------- |
| 2010 | Championnats d'Europe par équipes | Bergen         | 3e       | 4 × 100 m |
| 2010 | Championnats d'Europe             | Barcelone      | 1re      | 4 × 100 m |
| 2010 | Coupe continentale                | Split          | 2e       | 4 × 100 m |
| 2011 | Championnats d'Europe en salle    | Paris          | 1re      | 60 m      |
| 2011 | Championnats d'Europe par équipes | Stockholm      | 2e       | 100 m     |
| 2011 | Championnats d'Europe par équipes | Stockholm      | 1re      | 4 × 100 m |
| 2011 | Jeux mondiaux militaires          | Rio de Janeiro | 3e       | 100 m     |
| 2011 | Jeux mondiaux militaires          | Rio de Janeiro | 3e       | 200 m     |
| 2011 | Jeux mondiaux militaires          | Rio de Janeiro | 3e       | 4 × 100 m |
| 2011 | Championnats du monde             | Daegu          | 3e       | 4 × 100 m |
| 2012 | Championnats d'Europe             | Helsinki       | 2e       | 100 m     |
| 2012 | Jeux olympiques                   | Londres        | 3e       | 4 × 100 m |
| 2013 | Championnats d'Europe par équipes | Gateshead      | 1re      | 100 m     |
| 2013 | Championnats d'Europe par équipes | Gateshead      | 1re      | 4 × 100 m |
| 2013 | Universiade                       | Kazan          | 1re      | 4 × 100 m |
| 2015 | Championnats d'Europe en salle    | Prague         | 6e       | 60 m      |
| 2016 | Championnats d'Europe             | Amsterdam      | DQ       | 4 x 100 m |
| 2016 | Jeux olympiques                   | Rio de Janeiro | DQ       | 4 x 100 m |
| 2017 | Championnats d'Europe en salle    | Belgrade       | DQ       | 60 m      |
| 2017 | Championnats d'Europe par équipes | Lille          | DQ       | 60 m      |

## Records
| Épreuve | Temps   | Lieu   | Date        |
| ------- | ------- | ------ | ----------- |
| 60 m    | 7 s 11  | Prague | 8 mars 2015 |
| 100 m   | 11 s 08 | Yalta  | 4 juin 2012 |
| 200 m   | 22 s 58 | Yalta  | 31 mai 2011 |